# Dodone (Ioánnina)
Dodone, en grec moderne : Δωδώνη, est un village du dème du même nom, district régional d'Ioánnina, en Épire, Grèce.
Selon le recensement de 2011, la population du village s'élève à 55 habitants. La localité est située à environ un kilomètre au sud-ouest du sanctuaire antique de Zeus.